# Adolph von Dietze

Adolph von Dietze

Gustav Adolph Dietze, ab 1888 von Dietze (* 5. Februar 1825 in Barby; † 23. Dezember 1910 ebenda) war ein deutscher Landwirt und Politiker. Adolph von Dietze ist Großvater von Constantin von Dietze.

## Leben
Nach dem Tod seiner Eltern pachtete Dietze die Domäne Barby, welche er in den folgenden Jahren zu einem preußischen Mustergut entwickelte. Während der Märzrevolution 1848 stand Dietze an der Spitze der Bürgerwehr. Hierfür wurde er zum Ehrenbürger von Barby ernannt. Dietze gehörte seit 1867 dem Reichstag des Norddeutschen Bundes sowie in den Jahren 1871 bis 1878 und 1881 bis 1890 dem Reichstag an. Er vertrat als Abgeordneter den Wahlkreis Regierungsbezirk Magdeburg 7 (Aschersleben). 1866/67 und 1870/71 gehörte er auch dem Preußischen Abgeordnetenhaus an.
1888 wurde er von Kaiser Friedrich III. in den Adelsstand erhoben. 1905 erwarb von Dietze große Teile der Domäne Barby als Eigentum. Des Weiteren wurde er Pächter der Domänen Zeitz und Monplaisir.
Dietze war Mitglied der Magdeburger Freimaurerloge Ferdinand zur Glückseligkeit und Ehrenmitglied der Loge Zur festen Burg an der Saale in Calbe.